# Бреншей (футбольний клуб)
Бреншей (дан. Brønshøj BK) — данський футбольний клуб з однойменного міста. Домашні матчі проводить на стадіоні «Тінгб'єрг Ідретспарк», що вміщає 4 000 глядачів.

## Історія
Заснований в 1919 році. Перший час грав у місцевих лігах околиць Копенгагена. Неодноразово поєднувався з іншими командами, але зберігав свою первісну назву. У сезоні 1944/45 вперше кваліфікувався на національний чемпіонат, який тоді складався із кількох груп.
У 1962 році вперше пробився в першу лігу. Кращим досягненням клубу є п'яте місце у вищому дивізіоні, зайняте в 1985 році.

## Статистика виступів у вищому дивізіоні
| Сезон           | Місце      | І  | О  | В  | Н  | П  | ГЗ | ГП |
| --------------- | ---------- | -- | -- | -- | -- | -- | -- | -- |
| 1944/45 (гр. 2) | 7          | 18 | 14 | 7  | 0  | 11 | 43 | 51 |
| 1962            | 6          | 22 | 19 | 8  | 3  | 11 | 32 | 45 |
| 1963            | 10         | 22 | 19 | 5  | 9  | 8  | 38 | 44 |
| 1964            | 12 (виліт) | 22 | 8  | 2  | 4  | 16 | 22 | 63 |
| 1970            | 7          | 22 | 22 | 8  | 6  | 8  | 28 | 35 |
| 1971            | 7          | 22 | 22 | 10 | 2  | 10 | 43 | 52 |
| 1972            | 11 (виліт) | 22 | 16 | 6  | 4  | 12 | 29 | 49 |
| 1983            | 12         | 30 | 27 | 7  | 13 | 10 | 30 | 38 |
| 1984            | 5          | 30 | 34 | 11 | 12 | 7  | 40 | 34 |
| 1985            | 10         | 30 | 30 | 12 | 6  | 12 | 47 | 55 |
| 1986            | 9          | 30 | 25 | 10 | 5  | 11 | 54 | 42 |
| 1987            | 7          | 30 | 27 | 10 | 7  | 9  | 32 | 33 |
| 1988            | 12         | 30 | 20 | 8  | 4  | 14 | 38 | 48 |
| 1989            | 14 (виліт) | 26 | 13 | 4  | 5  | 17 | 26 | 56 |

## Відомі гравці
- Патрік Тронборг
- Кент Нільсен
- Пер Рентвед
- Бріан Каус
- Лейф Серенсен
- Мікаель Маніше

## Відомі тренери
- Лейф Нільсен